# Ermígio Aboazar
Ermígio Aboazar (Reino de Leão e Castela, c. 980 - ?) foi um nobre do Condado Portucalense e um dos padroeiros do Mosteiro de Santo Tirso.
As suas origens familiares fazem-no bisneto do rei Ramiro II de Leão e descendente de Abdalá I, o 7.º Emir de Córdova no Alandalus entre 888 e 912, descendente dos Omíadas.

## Relações familiares
Foi filho de Abu-Nazr Lovesendes, senhor feudal da Maia, neto do rei Ramiro II de Leão, Governador de entre Douro e Lima e de Unisco Godinhez, filha de  Godinho das Astúrias.
Casou com Vivilide Trutezendes, filha de Trutezendo Galindes e de Anímia, com quem teve:
1. Adosinda Ermiges (n.1010 - ?) casou com Pelaio Guterres da Silva, senhor da Domus Fortis denominada Torre de Silva.
2. Toda Ermiges da Maia (n.1000 - ?) casou em primeiras núpcias com Egas Moniz de Ribadouro e depois com Pedro Trutesendes.